# Luís Francisco de Paula Cavalcanti de Albuquerque
Luís Francisco de Paula Cavalcanti de Albuquerque (19 de abril de 1799 — 13 de março de 1838) foi bacharel em Direito, desembargador e político brasileiro.

## Biografia
Nasceu em Pernambuco, filho de Maria Rita de Albuquerque Melo e do capitão-mor Francisco de Paula Cavalcanti de Albuquerque, o "Coronel Suaçuna", que participou da Revolução Pernambucana de 1817. Eram seus irmãos os futuros viscondes de Suaçuna, de Albuquerque e de Camarajibe e o futuro barão de Muribeca. Era homônimo de um tio paterno, coronel de milícias a cavalo do Cabo.
Após completar os estudos preparatórios em sua província natal, ingressou na Universidade de Coimbra em 1816. Ali bacharelou-se em Direito em 1820, retornando ao Brasil em 16 de junho do mesmo. Em 1823, entrou para a magistratura ao ser nomeado juiz de fora de Aracati, Ceará, onde ficou por curto período, sendo, logo em seguida, nomeado desembargador da Relação de Pernambuco.
Todavia, Luís se notabilizou por sua atuação política, e esteve entre os primeiros deputados eleitos à Assembleia Geral Legislativa, junto de seus irmãos Francisco e Antônio, representando Pernambuco, durante as primeiras sessões legislativas, de 1826 a 1838. Participou, nesse período, de momentos que foram cruciais para a formação da nação brasileira, especialmente no Período Regencial. Luís foi cotado para concorrer com o Padre Diogo Antônio Feijó à Regência Una, em 1831, mas a escolha acabou recaindo sobre seu irmão Antônio. Também foi eleito para a primeira Assembleia Provincial de Pernambuco, em 1835.
Em junho de 1835, apresentou à Câmara um projeto propondo a maioridade do Imperador e do Príncipe Imperial aos 14 anos. O projeto, na ocasião, foi recusado, mas continuaria fermentando no seio do Partido Liberal e, cinco anos depois, se concretizaria no Golpe da Maioridade.
Logo após ser reeleito para a terceira legislatura, em 1837, Luís Francisco caiu doente e faleceu, aos 39 anos de idade. Assumiu seu cargo o suplente, Pe. Venâncio Henriques de Resende.
Luís casara-se, em 28 de dezembro de 1829, em Recife, com sua prima Teresa de Jesus Salgado Cavalcanti (†1863), filha de sua tia paterna Ana Maria Francisca de Paula Cavalcanti de Albuquerque e de Joaquim José Vaz Salgado. Ela era irmã de Maria Joaquina de Paula Cavalcanti de Albuquerque, casada com o irmão de Luis, Francisco, futuro visconde de Suaçuna. Teresa fora casada anteriormente com Manuel Joaquim Xavier Botelho, português, filho do 5.º conde de São Miguel, porém sem descendência. Luís e Teresa, no entanto, tiveram pelo menos dois filhos:
- Antônio Luís Cavalcanti de Albuquerque (c. 1832 - 28 de janeiro de 1871[4]), magistrado e político, casado com Maria Umbelina Wanderley Cavalcanti[5], filha do senador Álvaro Barbalho Uchôa Cavalcanti, com descendência;
- Francisco Luís Cavalcanti de Albuquerque (c. 1833 - 15 de novembro de 1901), senhor de engenho, casado com Ana Rita Maurícia Wanderley, irmã de Maria Umbelina, com descendência.[6]